# 王小东 (建筑师)
王小东（1939年1月17日—）出生于甘肃兰州，籍贯山东平度，是中华人民共和国建筑师，中国工程院院士。1963年毕业于西安建筑工程学院（今西安建筑科技大学）建筑学专业，后前往新疆维吾尔自治区，就职于新疆建筑设计研究院，历任高级建筑师、院长。退休后任中国建筑学会第十一届、第十二届常务理事。现为新疆建筑设计研究院有限公司名誉院长、资深总建筑师、西安建筑科技大学博士生导师、新疆大学和新疆艺术学院兼职教授。
王小东设计过包括乌鲁木齐市革命烈士陵园、新疆人民会堂、中华民族园新疆景区、红山体育馆、新疆地质矿产博物馆、新疆维吾尔自治区博物馆、新疆国际大巴扎在内的建筑、建筑群，主要研究方向以新疆的建筑和伊斯兰建筑为主，成果包括乌鲁木齐市城市特色、喀什老城区抗震及风貌保护、喀什高台民居保护与改造等。
王小东获得过国际建协罗伯特马修奖和梁思成建筑奖。

## 生涯

### 早年生涯
王小东的父亲是山东平度人，初教书育人，辛亥革命后前往德国留学。北伐战争时期，王小东的父亲随冯玉祥前往中国西北地区，并参与到西（安）兰（州）公路的建设中。民国二十八年（1939年）1月17日，王小东出生于甘肃兰州市。因为当时正值中国抗日战争时期，为躲避轰炸，王小东一家离开兰州前往静宁县。王小东幼时在静宁文庙内的阿阳书院读书。虽然父亲在8岁时去世，不过留有积蓄让王小东家中依然可以度日，并完成学业。:11-31因为哥哥考上西安外国语学院，王小东选择报考同在西安市的的西安建筑工程学院（今西安建筑科技大学），又因文理成绩均优异，选择了6年制的建筑学专业。1957年，王小东开启大学学业，师从刘鸿典、郭毓麟、胡粹中、朱葆初等人。上学期间，曾在潭柘寺等地实习、写生。王小东于1963年毕业。:11-31

### 前往新疆

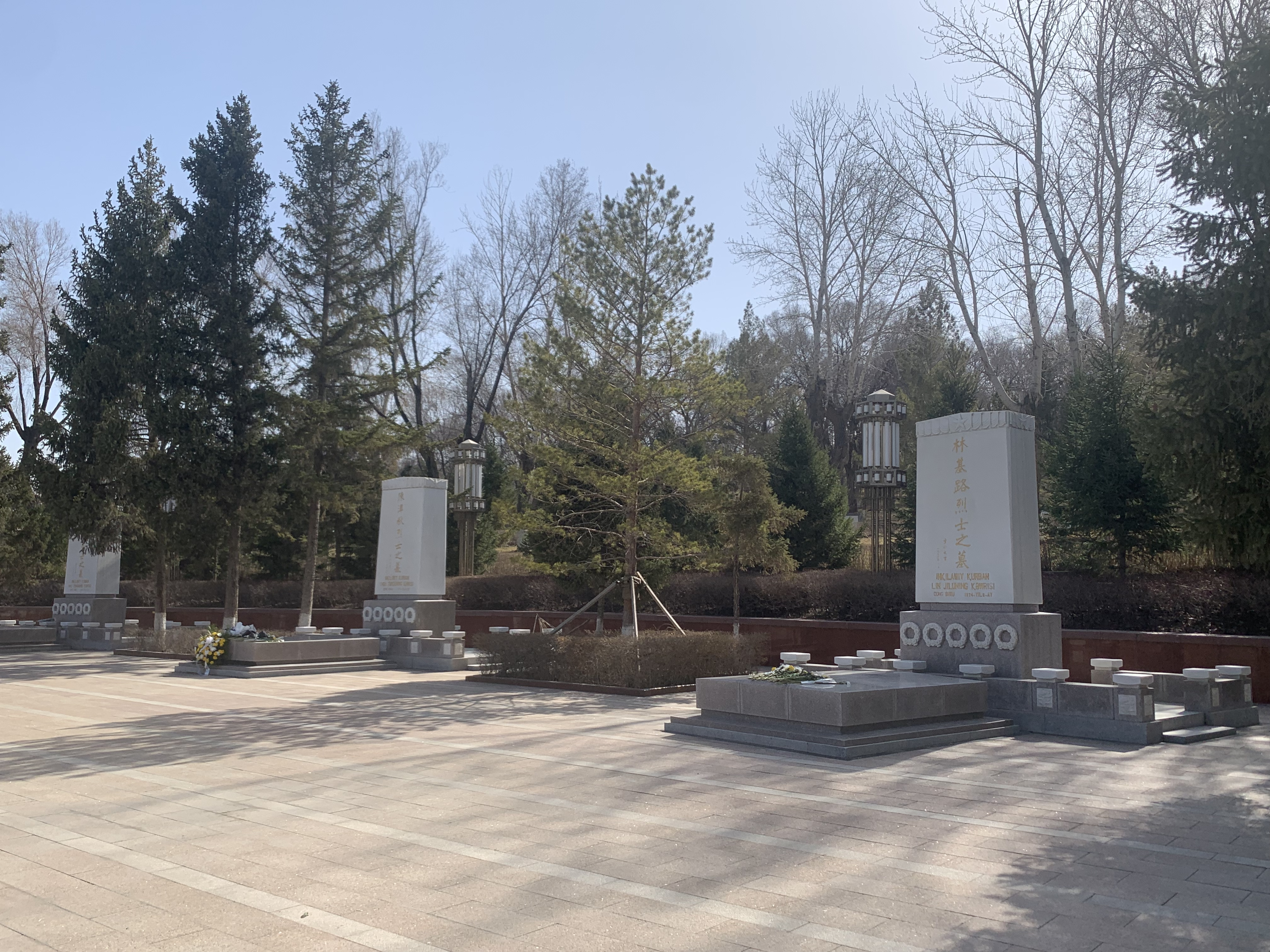
乌鲁木齐市革命烈士陵园内陈潭秋之墓和林基路之墓

毕业后的王小东主动选择前往新疆维吾尔自治区，进入新疆建筑工程局设计院（现新疆建筑设计研究院股份有限公司）。进入设计院前后，王小东在新疆八一农学院（现新疆农业大学）食堂、中国人民解放军新疆军区司令部办公楼的建设工程中劳动、锻炼，期间王小东还穿梭在乌鲁木齐市的大街小巷写生。随后王小东被分配到设计院标准组，完成几个办公楼、工厂厂房等项目设计。不过，王小东所完成首个较大的项目是文化大革命时期对乌鲁木齐市革命烈士陵园的重修工作。为此，王小东请董必武为烈士陵园题词，前往北京房山寻汉白玉作林基路、陈潭秋、毛泽民的墓碑，工作从1973年进行到1975年。文化大革命后期，王小东在研究院可读到《建筑评论》（The Architectural Review）、《建筑实录》（Architectural Record）等期刊的影印版，接触到后现代主义建筑。:49-59

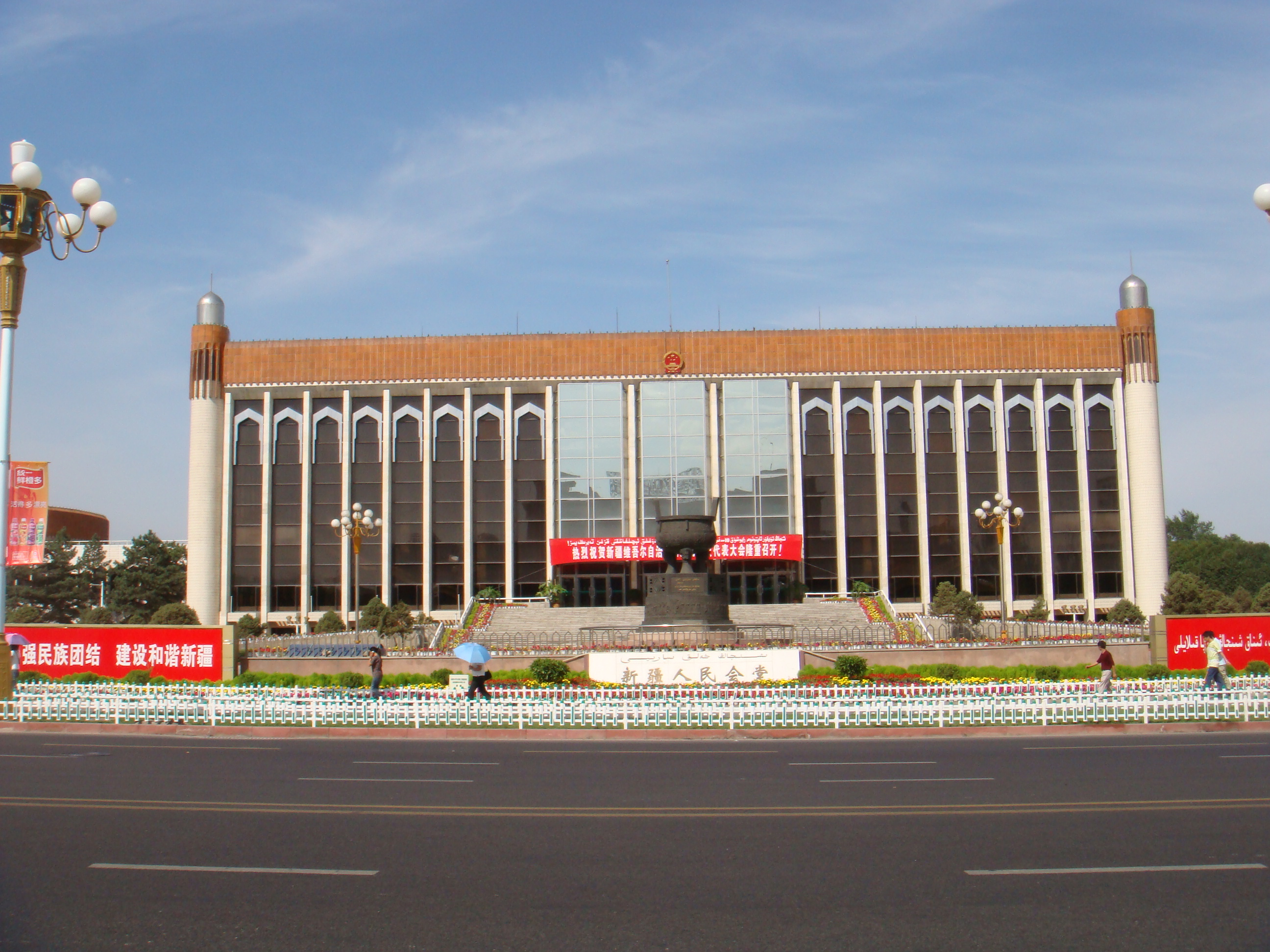
王小东设计的新疆人民会堂

1981年，阿卡汗建筑奖委员会在北京召开的学术会议。会议期间，阿卡汗四世及哈桑·法帝、查尔斯·科里亚、杨廷宝等数十个国家，超过百名建筑师、学者前往新疆考察、参观。王小东为其选择参观民居和清真寺，在吐鲁番时，阿卡汗四世等人居住在王小东设计的吐鲁番地区招待所内。王小东受此次会议的鼓舞，在以后的建筑设计中开始将现代建筑和地域文化、民族文化相结合。:49-59
1982年到1983年，王小东设计新疆友谊宾馆和新疆昆仑宾馆的部分新建筑。1984年，王小东先后任新疆建筑设计研究院主任工程师、副总工程师、总工程师办公室主任、新疆建筑设计研究院院长。1985年，王小东设计的新疆人民会堂成为新疆维吾尔自治区成立30周年的献礼项目。:49-59同一年，王小东加入中国共产党。此后，王小东创作设计库车龟兹宾馆、喀什东湖宾馆等建筑，库尔勒塔北指石油基地、哈密吐哈油田基地规划等项目。:49-591996年，王小东为中华民族园新疆景区设计。

### 退休以后

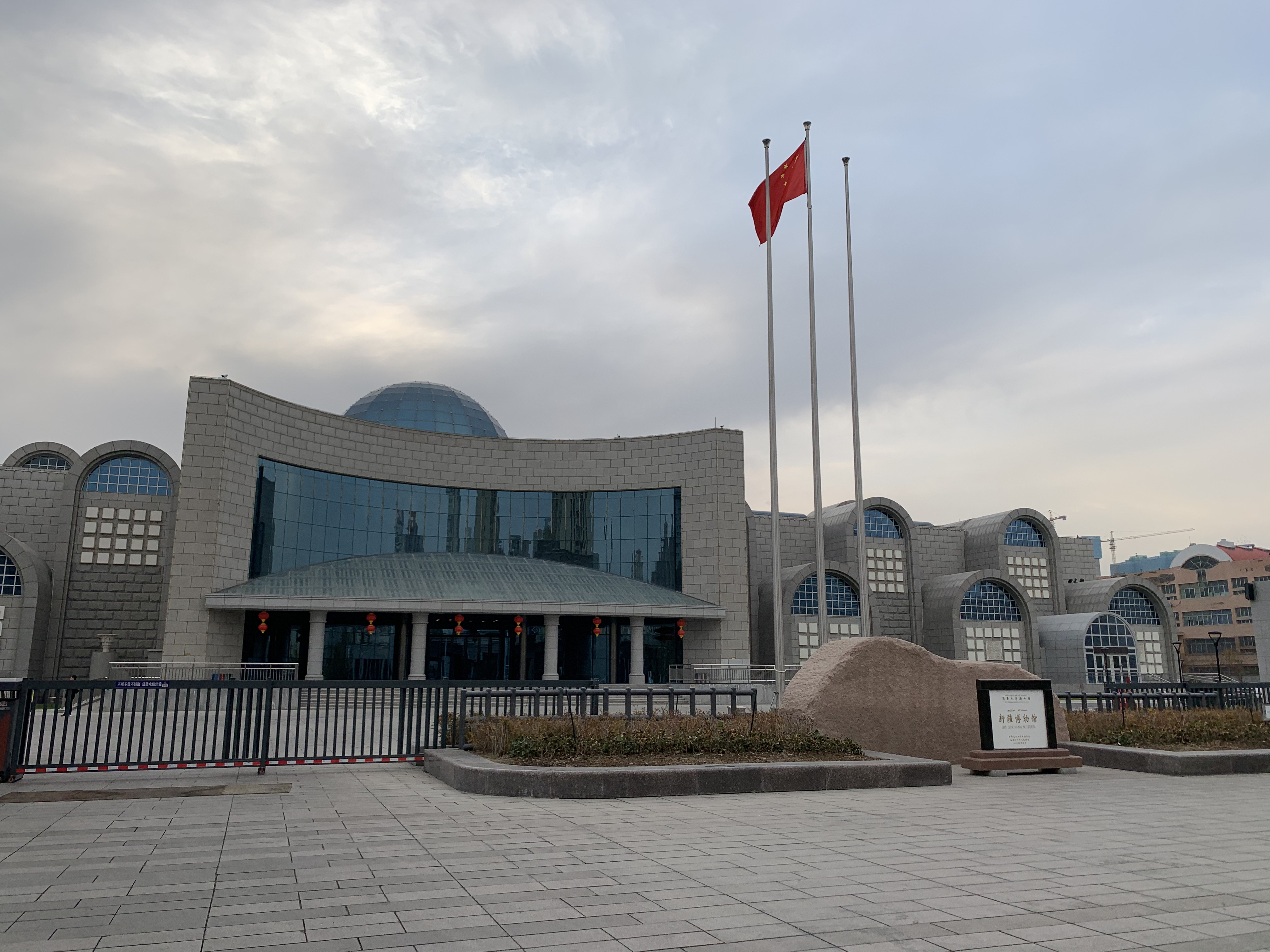
王小东设计的新疆博物馆

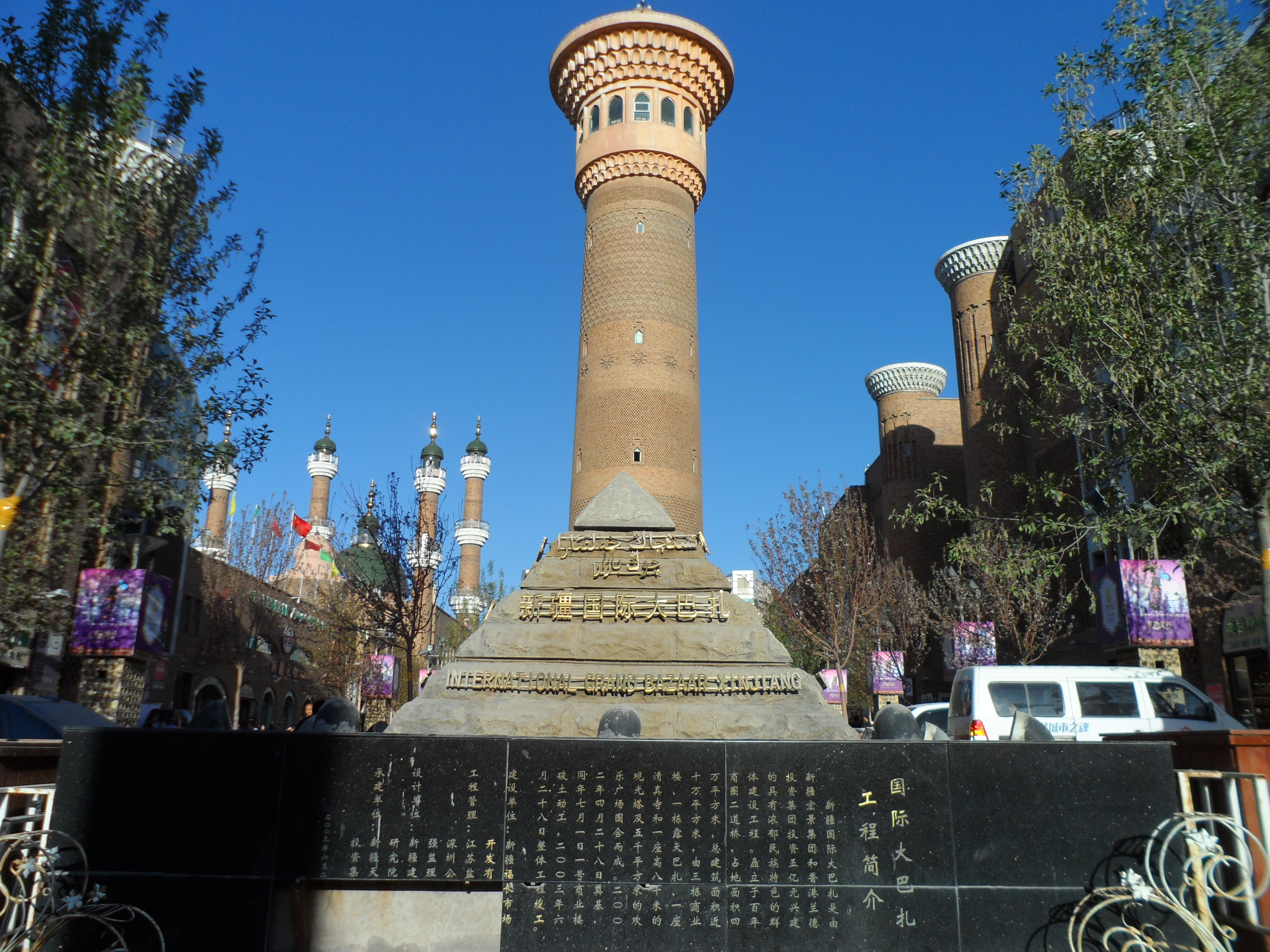
王小东设计的新疆国际大巴扎

1999年，王小东退休。同时，王小东获新疆建筑设计研究院名誉院长称号。次年，王小东的工作室正式成立，王小东的设计开始进入高产。:59先后完成红山体育馆、新疆地质矿产博物馆、新疆维吾尔自治区博物馆等建筑；新疆国际大巴扎等建筑群；乌鲁木齐民族风情一条街规划及建筑方案等项目的设计。退休后的王小东从2005年起开始任中国建筑学会第十一届理事会常务理事，第十二届理事会常务理事、理事、顾问。2007年，王小东当选中国工程院土木、水利与建筑工程学部院士。现为中国工程院资深院士。2008年底，王小东被中国共产党新疆维吾尔自治区委员会、新疆维吾尔自治区人民政府授予新疆维吾尔自治区第九批“有突出贡献优秀专家”称号。
2008年到2012年王小东主持完成“乌鲁木齐城市特色研究”。2008年，完成“喀什老城区抗震及风貌保护的研究”。2009-2010年，又完成“喀什高台民居保护与改造”。期间，王小东作为专家组组长走访喀什老城区。为解决处于地震带上喀什老城建筑的抗震问题，兼保持建筑原有风貌、符合居民意愿，王小东建议采用“一户一设计”，在原有宅基地上按原建筑重做设计，且保证平均每户建筑面积、占地面积均达100平方米以上。意见终被采纳，也得到了联合国教科文组织的认可。:60-67另外，王小东也从事教育教学工作，2010年起王小东开始担任西安建筑科技大学博士生导师，此外他也是新疆大学和新疆艺术学院的兼职教授。:前言

## 著作与展出
王小东自1980年代开始调查、研究新疆的建筑和伊斯兰建筑并发表著述、出版著作。主要著作（包括合著）有《中国古建筑之旅——新疆》（2002年）、《伊斯兰建筑史图典 7-8世纪》（2006年）、《西部建筑行脚》（2007年）、《新疆五十年：王小东水彩画集》（2013年）、《喀什高台民居》（2014年）、《绘读新疆民居》（2014年）、《建筑微言》（2016年）等。王小东发表论述有数十篇，主要发表在《建筑学报》《建筑师》杂志等期刊、杂志上。其中论述民族风格、地方特色、现代建筑结合的论述包括《新疆建筑创作之路》《当代中国建筑创作良机》等；对建筑文化的思考的论述包括《文化对建筑困境的拯救》《文化、建筑与建筑风格》等；讨论个性、创造性和共性、群体性的论述包括《群衍性—建筑创作中一个被忽略的要素》《在民族和宗教的限空中求解》等；讨论建筑本原的论述包括《建筑本原与形式消解》《中亚建筑折射中的思考》等；讨论建筑师在建筑与城市快速变化中，如何把控自己建筑设计轨道的论述包括《变化中的城市观念》《非功能、非形式、非建筑》等。
2018年，新疆维吾尔自治区科学技术协会与新疆建筑设计研究院在新疆科技馆举办“不忘初心 不负梦想 绘就美丽新疆——王小东院士从业60年、入疆55年建筑绘画书法作品展”，展览展出王小东建筑设计作品、水彩画作品、书法作品。

## 获奖情况

### 获奖作品
王小东设计的建筑中新疆人民会堂、新疆国际大巴扎获中国建筑学会建筑创作奖。其关于喀什老城改造及抗震的研究成果中对阿霍街坊改造获得第二届中国建筑传媒奖居住建筑特别奖。其设计的库车龟兹宾馆、红山体育馆、新疆地质矿产博物馆（2004年-2024年）等设计作品获得新疆优秀设计一等奖。

### 个人奖项
2005年，王小东获国际建协罗伯特马修奖（The UIA Robert Matthew Prize for Sustainable & Humane Environments，国际建筑师协会罗伯特马修可持续及人道环境奖）。
2007年，王小东获第四届梁思成建筑奖。